# Acryptolaria medeae
Acryptolaria medeae is een hydroïdpoliep uit de familie Lafoeidae. De poliep komt uit het geslacht Acryptolaria. Acryptolaria medeae werd in 2010 voor het eerst wetenschappelijk beschreven door Peña Cantero & Vervoort. 